# Strutyn
Strutyn (ukr. Струтин) – wieś w obwodzie lwowskim, w rejonie złoczowskim na Ukrainie. Miejscowość liczy 792 mieszkańców.

## Położenie
Według Słownika geograficznego Królestwa Polskiego i innych krajów słowiańskich z XIX w. Strutyn to wieś w powiecie złoczowskim, 5 km na południowy-wschód od sądu powiatowego, stacji kolejowej i urzędu pocztowego i tel. w Złoczowie. Na południowy wschód zaraz za wsią Folwarki. Na północ leżą Bieniów i Zazule, na zachód Złoczów. Środkiem wsi płynie Złoczówka, dopływ Bugu. We wsi jest cerkiew i od 1856 r. szkoła 1-klasowa z językiem wykładowym ruskim. Na obszarze wsi znajdują się: dwór i gorzelnia.

## Ludność
W latach 1880–1902 na obszarze dworu było 148 osób wyznania rz-kat., 496 gr.-kat., 63 izrel. i 4 protestantów; 378 Rusinów, 329 Polaków i 4 Niemców. Parafia rz.-kat. znajdowała się w Złoczowie a gr.-kat. w miejscu, dekanat złoczowski.

## Zabytki
- zamek[2]